# Pietro da Bergamo
Pietro da Bergamo, al secolo Pietro Maldura o Pietro d'Almadura (Bergamo, 1400 circa – Piacenza, 1482), è stato un teologo domenicano italiano.

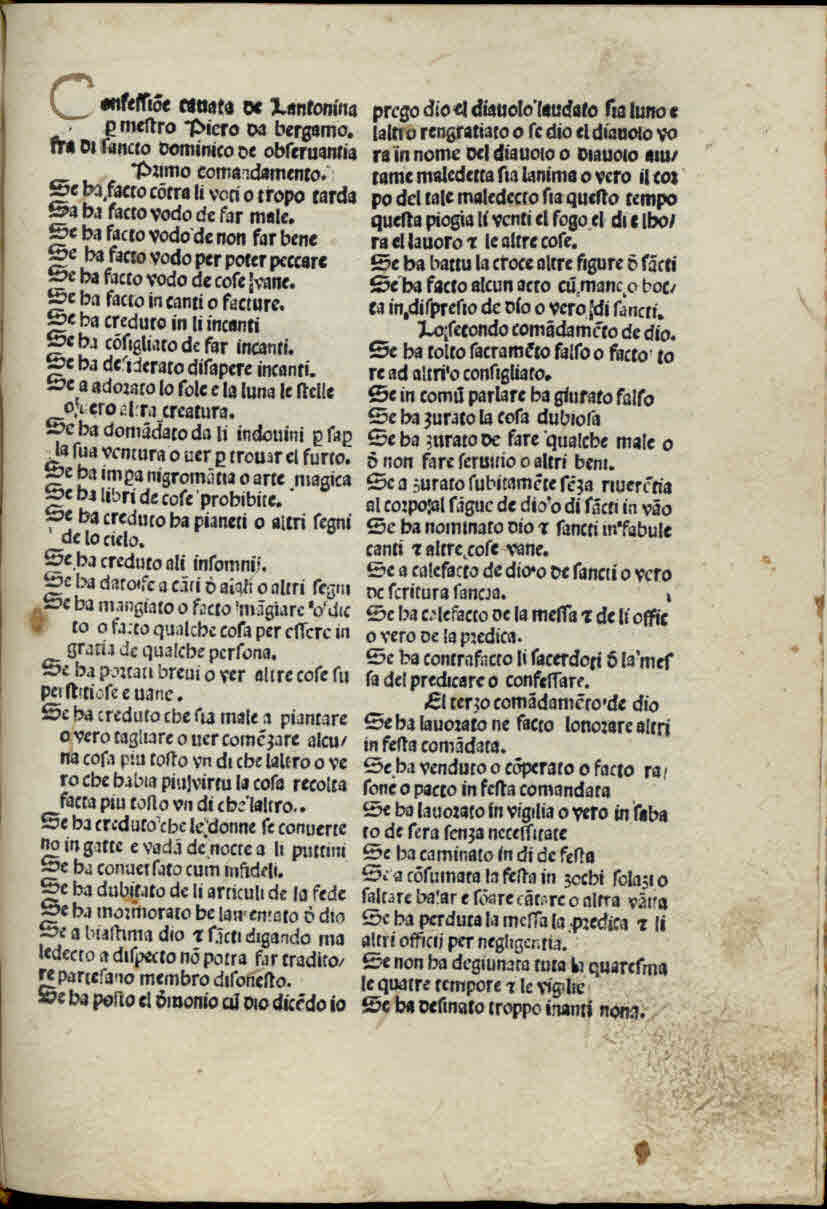
Confessione cavata dall'Antonina, 1487-1490

Entrò nell'ordine domenicano della sua città natia e studiò all'università di Bologna, dove conseguì la laurea. Scrisse diverse opere teologiche, tutte relative alla dottrina di Tommaso d'Aquino; fu maestro di Girolamo Savonarola. Leandro Alberti sostiene che compì dei miracoli; i suoi resti furono depositati in una cripta sotto l'altare della cappella di san Tommaso.
Paolo Barbo fu suo discepolo.

## Opere
- Pietro da Bergamo, Confessione cavata dall'Antonina, Battista Farfengo, 1487.